# Quiet Life (film)
Pour plus de détails, voir Fiche technique et Distribution.
Quiet Life est un film dramatique français, grec, estonien, suédois, allemand et finlandais réalisé par Aléxandros Avranás et sorti en 2024,.

## Synopsis
En 2018, Natalia, Sergei et leurs deux filles, Alina et Katja, vivent en Suède, ayant fui leur Russie natale. Lorsque leur demande d’asile est rejetée, Katja tombe dans un mystérieux coma causé par un syndrome de résignation.

## Fiche technique
Sauf indication contraire, les informations mentionnées dans cette section peuvent être confirmées par les bases de données cinématographiques IMDb et Allociné,  présentes dans la section « Liens externes ».
- Titre original : Quiet Life
- Réalisation : Aléxandros Avranás
- Scénario : Aléxandros Avranás et Stávros Pamballis
- Musique : Tuomas Kantelinen
- Décors : Markku Pätilä
- Costumes : Jaanus Vahtra
- Photographie : Olympia Mytilinaiou
- Son : Ars Louziotis et Persefoni Miliou
- Montage : Dounia Sichov
- Production : Alejandros Arenas, Adeline Fontan Tessaur, Sylvie Pialat et Benoît Quainon
  - Coproduction : Kaarle Aho, Urte Amelie Fink, Olivier Guerpillon, Frida Hallberg, Ulf Israel, Paz Lazaro, Vicky Miha, Reik Möller et Riina Sildos
  - Production déléguée : Chulpan Khamatova
- Sociétés de production : Arte France Cinéma, Les Films du Worso, Elle Driver et Snowglobe Films
- Sociétés de distribution : Wild Bunch
- Pays de production :  France,  Grèce,  Estonie,  Suède,  Allemagne et  Finlande
- Langue originale : anglais, russe et suédois
- Format : couleur
- Genre : Drame
- Durée : 99 minutes
- Dates de sortie :
  - Italie : 29 août 2024 (Venise)
  - Grèce : 3 novembre 2024 (Thessalonique)
  - France : 1er janvier 2025
  - Allemagne : 24 avril 2025

## Distribution
- Chulpan Khamatova : Natalia
- Grigori Dobryguine : Sergeï
- Naomi Lamp : Alina
- Miroslava Pashutina : Katja
- Eleni Roussinou : Adriana
- Lisa Loven Kongsli : Dr Marie Olsson
- Johannes Bah Kuhnke : M. Bergqvist
- Anna Bjelkerud : Mme Nyman
- Lena Endre